# 郭晶晶 (1985年)
郭晶晶（1985年1月—），福建漳浦人，汉族，中国共产党党员，福建福化古雷石油化工有限公司党群人资部部长。中华人民共和国政治人物、第十三届、十四届全国人民代表大会福建省代表。

## 生平
2018年，郭晶晶被选为福建省出席第十三届全国人民代表大会代表。